# Vaughn R. Walker
Vaughn R. Walker (nacido en 1944) es el Juez Presidente del Tribunal de Distrito de los Estados Unidos para el Distrito del Norte de California.

## Biografía
Walker nació en Watseka, Illinois, y se graduó de la Universidad de Míchigan en 1966 y Stanford Law School en 1970. Después de servir como asistente legal para el juez del Tribunal de Distrito de los EE. UU. para el Distrito del Norte de California Robert J. Kelleher desde 1971 a 1972, en San Francisco en el Pillsbury, Madison & Sutro desde 1972 hasta su nominación el 7 de septiembre de 1989, por el presidente George H. W. Bush a un escaño en la Corte de Distrito Federal que había dejado vacante Spencer M. Williams. Walker fue confirmado por el Senado de los Estados Unidos el 21 de noviembre de 1989, por consentimiento unánime y tomó el cargo el 27 de noviembre de 1989. Walker es uno de los dos jueces federales públicamente que sabe que son gay. Entre sus casos más famosos es al revocar la proposición 8 el 4 de agosto de 2010, en la corte federal en San Francisco, legalizando otra vez los matrimonio entre personas del mismo sexo en California.